# 别列津诺农村居民点
别列津诺农村居民点（俄语：Березинское сельское поселение）是俄罗斯联邦布良斯克州佳季科沃区所属的一个农村居民点。其下辖有2个居民点，行政中心为别列津诺。据2015年统计，该农村居民点的人口为3005人。